# NGC 5316
NGC 5316 là tên của một cụm sao mở nằm trong chòm sao Bán Nhân Mã. Nó được phát hiện bởi nhà thiên văn học người Scotland James Dunlop vào năm 1826. Khoảng cách của nó với trái đất của chúng ta là khoảng xấp xỉ 4000 năm ánh sáng và nó nằm trong nhánh xoắn ốc Carina-Sagittarius.
Nó có 570 ngôi sao có thể là thành viên của cụm sao này nằm trong bán kính góc của cụm sao này và có 262 ngôi sao khác nằm trong vùng trung tâm của cụm này. Bán kính thủy triều của nó là từ 6,0 đến 8,1 parsec (khoảng 19 đến 26 năm ánh sáng) và nó cũng đại diện cho giới hạn trung bình bên ngoài của NGC 5316. Ngoài ra, một ngôi sao của nó vẫn không có sự ràng buộc của lực hấp dẫn với lõi của cụm sao này. Ngôi sao thành viên sáng nhất của cụm là No. 31 (cấp sao 9,40). Ngôi sao này có lượng Bari nhiều hơn những ngôi sao còn lại của cụm. Khối lượng rẽ của nó được ước tính là gấp 5 lần khối lượng mặt trời. Các ngôi sao có nhiệt độ cao nhất của cụm này đều có quang phổ loại B5-B7. Độ kim loại của nó khoảng gần giống với mặt trời ([Fe/H] = −0.02 ± 0.05).
Tuổi của nó khoảng xấp xỉ 100 ± 10 triệu năm sau nhiều lần thay đổi cao nhất là (1.24 ± 0.15) × 108 và thấp nhất là khoảng một nữa tuổi hiện tại.

## Dữ liệu hiện tại
Theo như quan sát, đây là cụm sao nằm trong chòm sao Bán Nhân Mã và dưới đây là một số dữ liệu khác:
Xích kinh 13h 53m 57s
Độ nghiêng −61° 52′ 06″
Cấp sao biểu kiến 6.0 
Kích thước biểu kiến 15'